# Fred Perry
Frederick John Perry (18 de maio de 1909, Stockport, Cheshire – 2 de fevereiro de 1995, Melbourne) foi um tenista e mesa-tenista britânico que venceu três vezes consecutivas o Torneio de Wimbledon e três vezes (duas consecutivas) o U.S. Open. Perry foi número 1 mundial durante cinco anos, quatro deles consecutivos, de 1934 a 1938, os primeiros três anos como amador. Ele foi detentor do último título britânico de Wimbledon em simples masculinas por 77 anos, até que Andy Murray viesse a vencer novamente em 07 de julho de 2013. Além disto, foi campeão mundial de tênis de mesa.
Perry entrou para o International Tennis Hall of Fame em 1975.

## A marca de roupa Fred Perry
No final dos anos 1940, Perry foi abordado por Tibby Wegner, um futebolista austríaco que tinha inventado um dispositivo antitranspirante usado ao redor do pulso. Perry fez algumas alterações e inventou o sweatband.
A próxima ideia de Wegner era produzir uma camisa esporte, que era para ser feita a partir de malha piqué de algodão branco com mangas curtas e botões na frente. Lançado em Wimbledon em 1952, a camisa pólo Fred Perry foi um sucesso imediato.
A marca, agora de propriedade de uma empresa japonesa, é mais conhecida por seu logotipo de louro, que aparece no peito do lado esquerdo das camisas de tênis. O logotipo de louro (baseada no antigo símbolo de Wimbledon) foi costurada no tecido da camisa, em vez de meramente colada nela (como foi o caso com o logotipo da marca do crocodilo da marca concorrente Lacoste).
A camisa pólo branca só foi completada no final dos anos 50, quando os mods, a adotaram e exigiu uma paleta de cores mais variada. Era a camisa preferida de diversos grupos de adolescentes na década de 1960 e 70, que vão desde os skinheads à cena northern soul. Ela recuperou a popularidade quando o tenista escocês Andy Murray teve a marca como sua patrocinadora de vestuário; Murray assinou com a Adidas para 2010.

## Grand Slam finais

### Simples: 10 (8 títulos, 2 vices)
| Resultado | Ano  | Campeonato       | Piso   | Oponente            | Placar                    |
| --------- | ---- | ---------------- | ------ | ------------------- | ------------------------- |
| Campeão   | 1933 | US Open          | Grama  | Jack Crawford       | 6–3, 11–13, 4–6, 6–0, 6–1 |
| Campeão   | 1934 | Australian Open  | Grama  | Jack Crawford       | 6–3, 7–5, 6–1             |
| Campeão   | 1934 | Wimbledon        | Grama  | Jack Crawford       | 6–3, 6–0, 7–5             |
| Campeão   | 1934 | US Open (2)      | Grama  | Wilmer Allison      | 6–4, 6–3, 3–6, 1–6, 8–6   |
| Vice      | 1935 | Australian Open  | Grama  | Jack Crawford       | 6–2, 4–6, 4–6, 4–6        |
| Campeão   | 1935 | Aberto da França | Saibro | Gottfried von Cramm | 6–3, 3–6, 6–1, 6–3        |
| Campeão   | 1935 | Wimbledon (2)    | Grama  | Gottfried von Cramm | 6–2, 6–4, 6–4             |
| Vice      | 1936 | Aberto da França | Saibro | Gottfried von Cramm | 0–6, 6–2, 2–6, 6–2, 0–6   |
| Campeão   | 1936 | Wimbledon (3)    | Grama  | Gottfried von Cramm | 6–1, 6–1, 6–0             |
| Campeão   | 1936 | US Open (3)      | Grama  | Don Budge           | 2–6, 6–2, 8–6, 1–6, 10–8  |

### Grand Slam Profissional

#### 4 finais (2 títulos, 2 vices)
| Resultado | Ano  | Campeonato | Piso   | Oponente        | Placar               |
| --------- | ---- | ---------- | ------ | --------------- | -------------------- |
| Campeão   | 1938 | US Pro     | Indoor | Bruce Barnes    | 6–3, 6–2, 6–4        |
| Vice      | 1939 | US Pro     | Duro   | Ellsworth Vines | 6–8, 8–6, 1–6, 18–20 |
| Vice      | 1940 | US Pro     | Saibro | Don Budge       | 3–6, 7–5, 4–6, 3–6   |
| Campeão   | 1941 | US Pro     | Saibro | Dick Skeen      | 6–4, 6–8, 6–2, 6–3   |

#### Duplas: 4 (2 títulos, 2 vices)
| Resultado | Ano  | Campeonato       | Piso   | Parceiro   | Oponentes                    | Placar                  |
| --------- | ---- | ---------------- | ------ | ---------- | ---------------------------- | ----------------------- |
| Vice      | 1932 | [Wimbledon]]     | Grama  | Pat Hughes | Jean Borotra Jacques Brugnon | 6–0, 4–6, 3–6, 7–5, 7–5 |
| Campeão   | 1933 | Aberto da França | Saibro | Pat Hughes | Vivian McGrath Adrian Quist  | 6–2, 6–4, 2–6, 7–5      |
| Campeão   | 1934 | Australian Open  | Grama  | Pat Hughes | Adrian Quist Don Turnbull    | 6–8, 6–3, 6–4, 3–6, 6–3 |
| Vice      | 1935 | Australian Open  | Grama  | Pat Hughes | Jack Crawford Vivian McGrath | 6–4, 8–6, 6–2           |

#### Duplas Mistas: 5 (4 títulos, 1 vice)
| Resultado | Ano  | Campeonato       | Piso   | Parceira             | Oponentes                             | Placar        |
| --------- | ---- | ---------------- | ------ | -------------------- | ------------------------------------- | ------------- |
| Campeão   | 1932 | Aberto da França | Saibro | Betty Nuthall        | Helen Wills Moody Sidney Wood         | 6–4, 6–2      |
| Campeão   | 1932 | US Open          | Grama  | Sarah Palfrey Cooke  | Helen Jacobs Ellsworth Vines          | 6–3, 7–5      |
| Vice      | 1933 | Aberto da França | Saibro | Betty Nuthall        | Margaret Scriven-Vivian Jack Crawford | 2–6, 3–6      |
| Campeão   | 1935 | Wimbledon        | Grama  | Dorothy Round Little | Nell Hall Hopman Harry Hopman         | 7–5, 4–6, 6–2 |
| Campeão   | 1936 | Wimbledon        | Grama  | Dorothy Round Little | Sarah Palfrey Cooke Don Budge         | 7–9, 7–5, 6–4 |